# Creepypasta
Creepypasta là những truyền thuyết đô thị được chia sẻ trên khắp Internet. Creepypasta đã trở thành một thuật ngữ chung được dùng để chỉ bất kỳ nội dung kinh dị nào được đưa lên Internet, thường là những mẩu truyện huyền bí ngắn hoặc dài do người dùng tạo ra nhằm mục đích hù dọa và gây sợ hãi cho người đọc. Chúng bao gồm những câu chuyện về việc giết người, tự sát và những sự kiện xảy ra ở những thế giới khác hoặc dựa trên một sự kiện bất kỳ có thật. Chủ đề của Creepypasta rất đa dạng, trong đó có thể bao gồm ma/quỷ, giết người/tra tấn, các tập phim chương trình truyền hình/hoạt hình bị cấm chiếu do nội dung quá kinh dị khủng khiếp, trò chơi điện tử bị ma ám, vv... Creepypasta có độ dài từ một đoạn văn đến loạt sê-ri bài, nhiều phần có thể trải dài trên nhiều loại phương tiện truyền thông khác nhau.
Trên các phương tiện truyền thông chính thống, những truyền thuyết liên quan đến nhân vật hư cấu Slender Man được công chúng chú ý vào năm 2014 qua sự kiện "Vụ đâm người Slender Man", trong đó một bé gái 12 tuổi bị hai người bạn đâm trọng thương; thủ phạm giết người tuyên bố rằng chúng "muốn chứng minh cho những người nghi ngờ về truyền thuyết Slender Man" rằng họ đã sai. Sau âm mưu giết người đó, một số quản trị viên của trang web creepypasta đã đưa ra những thông báo nhắc nhở cho người đọc về "ranh giới giữa hư cấu và thực tế".
Một số mẩu chuyện creepypasta đáng chú ý khác là "Ben Drowned", "Jeff the Killer", "Ted the Caver" và "Sonic.exe".